# Lodi (Califórnia)
Lodi é uma cidade localizada no estado americano da Califórnia, no condado de San Joaquin. Foi incorporada em 6 de dezembro de 1906.

## Geografia
De acordo com o United States Census Bureau, a cidade tem uma área de 35,8 km², onde 35,2 km² estão cobertos por terra e 0,5 km² por água.

### Localidades na vizinhança
O diagrama seguinte representa as localidades num raio de 16 km ao redor de Lodi.

## Demografia
Segundo o censo nacional de 2010, a sua população é de 62 134 habitantes e sua densidade populacional é de 1 762,68 hab/km². É a cidade que, em 10 anos, teve o menor crescimento populacional do condado de San Joaquin. Possui 23 792 residências, que resulta em uma densidade de 674,96 residências/km².